# Robert Manning
Robert Manning (22. října 1816, Avincourt, Normandie – 9. prosince 1897, Dublin) byl irský inženýr a hydrolog.

## Životopis
Narodil se v Normandii, kde žil až do smrti svého otce, a poté, v roce 1826 se společně se svou matkou přestěhoval do Irska, do Waterfordu. Od roku 1834 do roku 1845 pracoval jako účetní pro svého strýce, Johna Stephanse. V roce 1846, v době velkého hladomoru, byl přijat jako kreslič do oddělení trubního odvodnění (Arterial Drainage Division) na Irské institutu veřejných komunikací a staveb (Irish Office of Public Works). Ještě téhož roku se stal asistentem oblastního inženýra, Samuela Robertse, a poté, co ji Roberts v roce 1848 opustil, byl jmenován na jeho pozici, kterou zastával až do roku 1855.
Od roku 1855 do roku 1869 byl zaměstnancem markýze z Downshiru a kromě výzkumné činnosti dohlížel i na výstavbu mostu v zátoce Dundrum Bay a navrhl zásobování vodou pro město Belfast.
Po markýzově smrti, v roce 1869, se Manning vrátil na Irský institut veřejných komunikací a staveb do pozice asistenta hlavního inženýra. V roce 1874 se stal hlavním inženýrem, aby tuto pozici zastával až do odchodu do důchodu v roce 1891.
Manningovi se nikdy nedostalo formálního vzdělání v technických oborech ani v mechanice proudění kapalin a mohl klidně skončit jako účetní. Jak sám uvádí ve spise z roku 1895, až přečtení Traité d'Hydraulique od d'Aubissona des Voissons v něm vzbudilo opravdový zájem o hydrauliku. Jeho práci doprovázelo zejména logické myšlení a schopnost najít podstatu problému a tu potom řešit.

## Dílo
Základem jeho díla byla práce se sedmi v té době nejpoužívanějšími rovnicemi pro výpočet rychlosti proudění kapalin:
- Du Bautova (1786)
- Eytelweinova (1814)
- Weisbachova (1845)
- St. Venantova (1851)
- Nevillova (1860)
- Darcy-Bazinova (1865)
- Ganguillet-Kutterova (1869)

Po dosazení stejných hodnot sklonu dna a hydraulického poloměru (používal hodnoty 0,25 m < R < 30 m) dostaneme z každé z předešlých rovnic jiný výsledek. Manning tyto výsledky porovnával a poté dospěl ke vztahu, který tyto výsledky nejlépe popisoval:
{\displaystyle v=32{\sqrt {Ri(1+R^{\frac {1}{3}})}}}
Manning popsal tento vztah jako zcela empirický a později ho zjednodušil na vztah:
{\displaystyle v=Ci^{\frac {1}{2}}R^{x}}
aby poté na základě výsledků výzkumu Humphreyho a Abbota na řece Mississippi a stejně tak na základě práce Bazina stanovil koeficient {\displaystyle x=0,666}. V roce 1885 Manning tedy přišel se vztahem:
{\displaystyle v=CR^{\frac {2}{3}}i^{\frac {1}{2}}}
V dopise Flamentovi Manning poznamenal: "Obrácená hodnota koeficientu {\displaystyle C} odpovídá koeficientu {\displaystyle n}, který definovali švýcarští inženýři Ganguillet a Kutter; {\displaystyle C} i {\displaystyle n} je pro stejné koryto konstantní.
4. prosince 1889, v 73 letech, Manning předal tento vzorec irskému institutu veřejných komunikací a staveb. Publikován byl v roce 1891 v jeho pojednání nazvaném Proudění vody v otevřených korytech a potrubí (On the flow of water in open channels and pipes) vydaném Transactions of the Institution of Civil Engineers v Irsku.
Manning neměl rád svůj vlastní vzorec a to hned ze dvou důvodů:
- ve své době bylo velice obtížné spočítat třetí odmocninu
- rovnice byla rozměrově nesprávně.

Právě z těchto dvou důvodů ještě upravil svůj vztah na:
{\displaystyle v=C{\sqrt {g.i}}[{\sqrt {R}}+{\frac {0,22}{\sqrt {m}}}(R-0,15m)]}
kde {\displaystyle m} je barometrický tlak na rtuťovém sloupci v metrech a konstanta {\displaystyle C} je bezrozměrné číslo, které se mění v závislosti na tvaru a povrchu koryta.
Nicméně od konce 19. století a hlavně od začátku 20. století je v učebnicích hydrauliky výše uvedený vztah psán ve tvaru:
v imperiální měrové soustavě
{\displaystyle v={1,49 \over n}R^{2 \over 3}i^{1 \over 2}}
v soustavě metrické
{\displaystyle v={\frac {1}{n}}R^{\frac {2}{3}}i^{\frac {1}{2}}}
kde {\displaystyle v} je rychlost proudění v m·s−1, {\displaystyle n} je drsnostní součinitel, {\displaystyle R} je hydraulický poloměr a {\displaystyle i} je podélný sklon dna koryta. Tento vztah je nazýván Maningovou rovnicí. Součinitel 1,49 je převodní součinitel mezi imperiální a metrickou měrovou soustavou.
Porovnáním s Chézyho rovnicí lze získat Chézyho rychlostní součinitel podle Manninga ve tvaru (pro metrickou měrovou soustavu)
{\displaystyle C={1 \over n}R^{1 \over 6}}
Historii vzniku a zajímavé poznámky lze kromě internetového odkazu níže nalézt v publikaci 